# Brachypogon borealis
Brachypogon borealis är en tvåvingeart som först beskrevs av Jean-Jacques Kieffer 1919.  Brachypogon borealis ingår i släktet Brachypogon och familjen svidknott. Inga underarter finns listade i Catalogue of Life.